# محتکر گندم
محتکر گندم (به انگلیسی: A Corner in Wheat) فیلمی ۱۵ دقیقه‌ای به کارگردانی دی. دبلیو. گریفیث و محصول کشور ایالات متحده آمریکا است.

## بازیگران
- فرانک پاول
- جیمز کرکوود سینیور
- لیندا آرویدسون
- هنری بی. والتهال
- گریس هندرسون
- ویلیام کریستی میلر
- ویلیام جی. باتلر
- فرانک اوانس
- چارلز کِـرِگ